# Lucas De Francesco
Lucas Sebastián De Francesco (Pergamino, Buenos Aires, Argentina; 21 de septiembre de 1981) es un futbolista argentino. Juega de delantero y su equipo actual es el Club Douglas Haig de la Torneo Federal A de Argentina.

## Clubes
| Club                     | País      | Año         |
| ------------------------ | --------- | ----------- |
| Libertas Brera           | Italia    | 2002 - 2003 |
| Kavala FC                | Grecia    | 2003 - 2005 |
| Akratitos FC             | Grecia    | 2005 - 2006 |
| Panetolikos FC           | Grecia    | 2006 - 2008 |
| Ilioupoli FC             | Grecia    | 2008 - 2009 |
| CA Douglas Haig          | Argentina | 2009 - 2012 |
| Wilstermann              | Bolivia   | 2012 - 2013 |
| Douglas Haig             | Argentina | 2013 - 2014 |
| Unión de Mar del Plata   | Argentina | 2014 - 2015 |
| Club Defensores de Salto | Argentina | 2016        |